# Aldo Zucchi
Aldo Zucchi (Firenze, 20 novembre 1907 – Uascià Mariam, 24 marzo 1939) è stato un militare italiano, decorato con la medaglia d'oro al valor militare alla memoria nel corso delle grandi operazioni di polizia coloniale in Africa Orientale Italiana.

## Biografia
Nacque a Firenze il 20 novembre 1907, figlio di Edoardo e Lucia Agosteo. 
Arruolatosi nel Regio Esercito nell'ottobre 1929 entrò nella Regia Accademia Militare di Fanteria e Cavalleria di Modena, uscendone con il grado di sottotenente in servizio permanente effettivo nell'arma di fanteria due anni dopo e, ultimato il corso presso la Scuola di applicazione a Parma, veniva assegnato al 19º Reggimento fanteria "Brescia"  dove fu promosso tenente nell'ottobre 1932. Trasferito nel 1935 nel Regio corpo truppe coloniali d'Eritrea si imbarcò a Napoli il 23 febbraio e sbarcò a Massaua, Eritrea, l'8 marzo, assegnato al Deposito reclutamento di Asmara. Ottenuto il trasferimento in reparti combattenti indigeni, venne assegnato al XX Battaglione coloniale partecipando poi a tutte le operazioni della guerra d'Etiopia e particolarmente ai combattimenti di Amba Aradam, Amba Alagi, Lago Ascianghi e Passo Mecan. Rientrato in Patria nel 1937 e assegnato al 2º Reggimento "Granatieri di Sardegna" due anni dopo ritornava nell'Africa Orientale Italiana destinato al 10º Reggimento granatieri "Granatieri di Savoia" in qualità di istruttore. Rinunciò all'incarico per entrare nuovamente in servizio nel XX Battaglione coloniale. Cadde in combattimento a Uascià Mariam il 24 marzo 1939, e venne decorato con la medaglia d'oro al valor militare alla memoria.

### Fonti
1. ↑  Gruppo Medaglie d'Oro al Valore Militare 1965, p. 369.
2. 1 2 3 4 5 6 7  Combattenti Liberazione.
3. ↑  Registrato alla Corte dei conti addì 22 dicembre 1940, registro 11 Africa Italiana, foglio 220.
4. ↑   Medaglia d'oro al valor militare Zucchi, Aldo, su Quirinale. URL consultato l'11 febbraio 2023.
5. ↑  Registrato alla Corte dei conti lì 26 agosto 1938, registro 28 Africa Italiana, foglio 134.